# Hans Dietrich von Zanthier
Hans Dietrich von Zanthier, född 17 september 1717 i Görzig, död 30 november 1778 i Wernigerode, var en tysk skogsman.
Zanthier deltog i skogsvårdsarbeten i Danmark och Norge 1736–1746, blev 1749 skogsinspektör i Ilsenburg, Harz, och inrättade där 1763 det första tyska forstläroverket. Hans främsta skrift var Sammlungen vermischter Abhandlungen über das theoretische und praktische Forstwesen (1778).